# Albert Overhauser
Albert Warner Overhauser (San Diego, 17 de agosto de 1925 — West Lafayette (Indiana), 10 de dezembro de 2011) foi um físico estadunidense. Doutorado em 1951 e membro da Academia Nacional de Ciências dos Estados Unidos, ficou conhecido pela sua teoria sobre polarização nuclear dinâmica, também conhecida como efeito de Overhauser .

## Honras e prêmios
- Recebeu e Medalha Nacional de Ciências, 1994
- Eleito para a Academia Nacional de Ciências dos Estados Unidos, 1976
- Recebeu o Prêmio Oliver E. Buckley de Física do Estado Sólido, 1975
- Membro da Academia de Artes e Ciências dos Estados Unidos
- Honorary Doctor of Laws degree from Simon Fraser University, 1998
- Honorary Doctor of Science degree from the Universidade de Chicago, 1979
- Honorary Doctor of Science Degree from Purdue University, 2005